# Vascões
Vascões é uma povoação portuguesa sede da Freguesia de Vascões do Município de Paredes de Coura, freguesia com 6,97 km² de área e 218 habitantes (censo de 2021), tendo, por isso, uma densidade populacional de 31,3 hab./km².
Está inserida na área de Paisagem Protegida do Corno do Bico.

## Demografia
A população registada nos censos foi:
| Ano  | 0-14 Anos | 15-24 Anos | 25-64 Anos | > 65 Anos |
| 2001 | 25        | 34         | 99         | 79        |
| 2011 | 21        | 19         | 115        | 68        |
| 2021 | 23        | 18         | 111        | 66        |

## Colónia agrícola de Boalhosa/Vascões

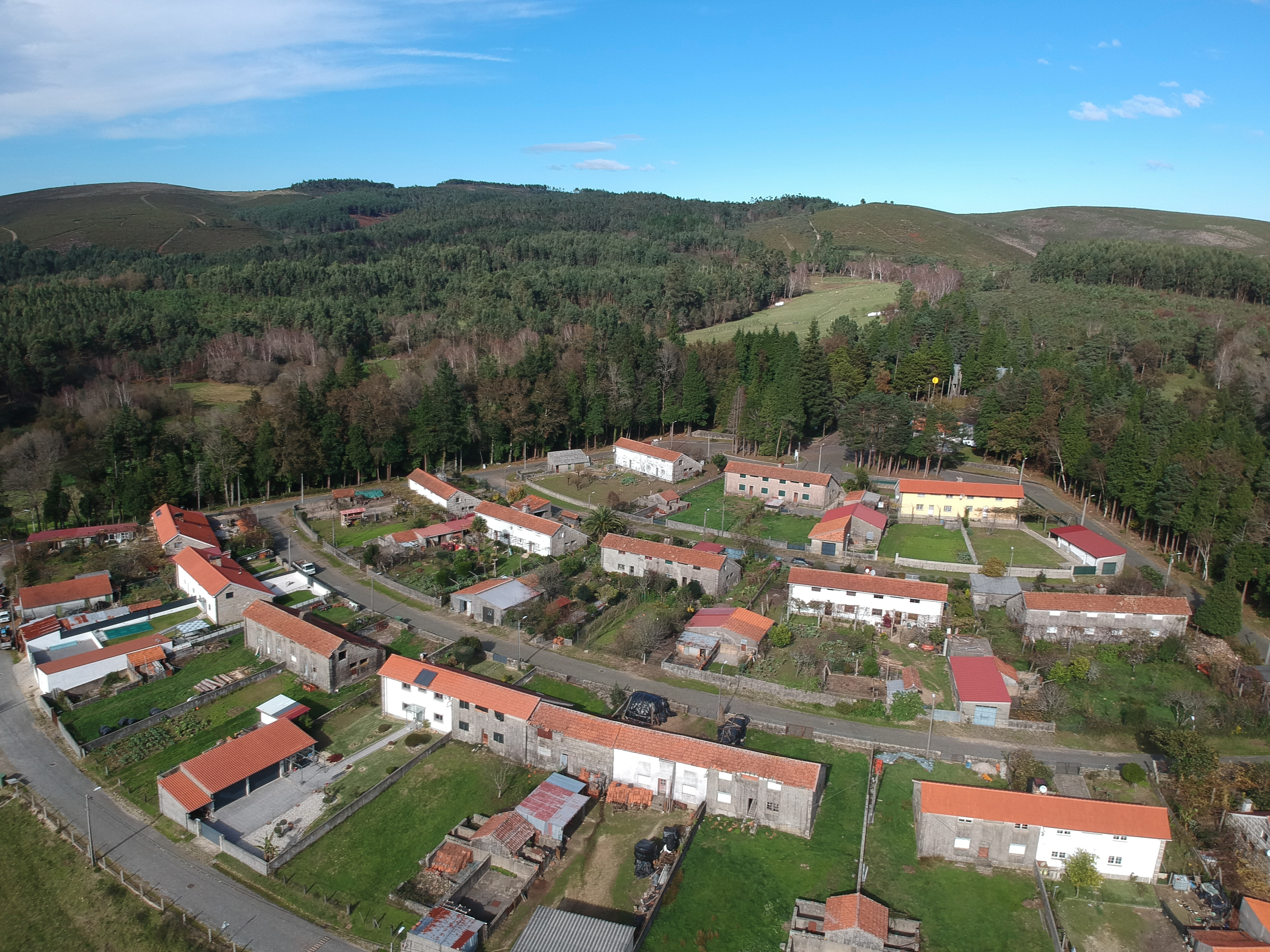
Colónia Agrícola de Vascões

Nesta freguesia localiza-se a antiga colónia agrícola de Boalhosa/Vascões, criada pela Junta de Colonização Interna em 1952. Numa área de 672 hectares, era composta por quinze habitações geminadas, com capacidade para trinta famílias, escola primária, residência do professor e forno comunitário.
o objetivo passava por tornar os baldios improdutivos em terrenos agrícolas, fixando gente em zonas despovoadas. 
A colónia ganhou vida em 1957, com a chegada dos colonos, e foi extinta em 1988 através do Decreto-Lei nº 482/88, de 26 de dezembro.
O Estado emprestava os móveis, as alfaias agrícolas, animais e dinheiro para o início da atividade. Os colonos tinham de pagar o quinhão, em géneros, "1/6 das colheitas".
Uma das condições para ser admitido era o "atestado" médico a comprovar "boa saúde" para a lavoura. Trabalhos que passavam por "desbravar monte, vencer lameiros e partir pedra", tudo "feito com sacholas e pás".
A Câmara Municipal de Paredes de Coura pretende manter essa “memória”, daquele período da história em que era colónia, e torná-la num “museu vivo da arquitetura, antropologia e etnografia”.

## Personalidades ilustres
- Barão de Vascões

## Equipamentos
- Centro de Educação e Interpretação Ambiental de Corno de Bico;
- Casa do Professor (centro de acolhimento);
- Escola Primária de Chã de Lamas (cantina).